# Ernie Fields
Ernest Lawrence Fields (Nacogdoches, 28 de agosto de 1904-Tulsa, 11 de mayo de 1997) fue un trombonista, pianista, arreglista y director de banda estadounidense. Se dio a conocer por liderar los Royal Entertainers, una banda territorial que tenía su base en Tulsa, Oklahoma, y realizaba giras a lo largo de un circuito que se extendía desde Kansas City, Kansas, hasta Dallas, Texas. En años posteriores dirigió una banda que grabó en Los Ángeles.

## Biografía
Fields nació en Nacogdoches, Texas, y se crio en Taft, Oklahoma. Asistió al Instituto Tuskegee y luego se trasladó a Tulsa. A lo largo de su carrera pasaron por su banda varios músicos que serían muy conocidos. Entre ellos, el vocalista y baterista Roy Milton.
Desde finales de la década de 1920, dirigió una banda llamada Royal Entertainers, y con el tiempo comenzó a realizar más giras y grabaciones. Con el apoyo de Bob Wills, la banda de Fields se convirtió en la primera banda afroamericana en tocar en el emblemático Cain's Ballroom de Tulsa. En 1939, fue invitado a Nueva York por John Hammond para grabar para el sello Vocalion, y comenzó a hacer giras nacionales. No se convirtió en una estrella, pero siguió trabajando de forma constante, grabando para sellos más pequeños, y transformando gradualmente su sonido a través de una banda más pequeña y un cambio de repertorio de big band, swing a R&B. Durante la Segunda Guerra Mundial, entretuvo con sus actuaciones a las tropas tanto en su país como las desplazadas en el extranjero.
Siguió a caballo entre estos estilos en la década de 1950, interpretando estándares de swing como Tuxedo Junction y Begin the Beguine en un estilo de R&B rockero. A finales de la década de 1950 se trasladó a Los Ángeles y se unió a Rendezvous Records, para la que dirigía la banda de la casa. Ésta incluía al pianista Ernie Freeman, al guitarrista Rene Hall (que ya había trabajado con Fields en los años 1930), al saxofonista Plas Johnson y al batería Earl Palmer. En 1959 esta banda tuvo un éxito internacional con una versión R&B de In the Mood de Glenn Miller, acreditada a la Ernie Fields Orchestra, que alcanzó el número 4 en la lista de Billboard. La canción también alcanzó el número 13 en la lista de singles del Reino Unido. Vendió más de un millón de copias, y fue galardonada con un disco de oro. La banda de Fields, con pequeños cambios de personas, pasó a grabar instrumentales bajo muchos nombres diferentes, incluyendo B. Bumble and the Stingers, The Marketts y The Routers.
Rendezvous Records se disolvió a finales de 1963, y Fields se retiró poco después y regresó a Tulsa. Murió allí en mayo de 1997, a la edad de 92 años. En 2013 su familia donó sus recuerdos al proyectado Museo de Cultura Popular de Oklahoma.
Su hijo es el saxofonista y director de orquesta Ernie Fields, Jr., y su hija Carmen se convirtió en periodista en Boston, donde copresentó las noticias de la noche para WGBH-TV.